# Cyperus jeminicus
Cyperus jeminicus är en halvgräsart som beskrevs av Christen Friis Rottbøll. Cyperus jeminicus ingår i släktet papyrusar, och familjen halvgräs. Inga underarter finns listade i Catalogue of Life.